# Reprezentacja Tadżykistanu w piłce nożnej mężczyzn
Reprezentacja Tadżykistanu w piłce nożnej nigdy nie brała udziału w Mistrzostwach świata, natomiast w Pucharze Azji udział wzięła w 2023 po raz pierwszy. Pierwszy mecz rozegrała 17 czerwca 1992 r. w Duszanbe. Zremisowała z Uzbekistanem 2:2.

## Udział wMistrzostwach Świata
- 1930 – 1990 – Nie brał udziału (był częścią ZSRR)
- 1994 – 2022 – Nie zakwalifikował się

## Udział wPucharze Azji
- 1956 – 1992 – Nie brał udziału (był częścią ZSRR)
- 1996 – 2004 – Nie zakwalifikował się
- 2007 – 2011 – Nie brał udziału
- 2015 – 2019 – Nie zakwalifikował się
- 2023 – Ćwierćfinał